# 1re étape du Tour de France 2009
Pour un article plus général, voir Tour de France 2009.

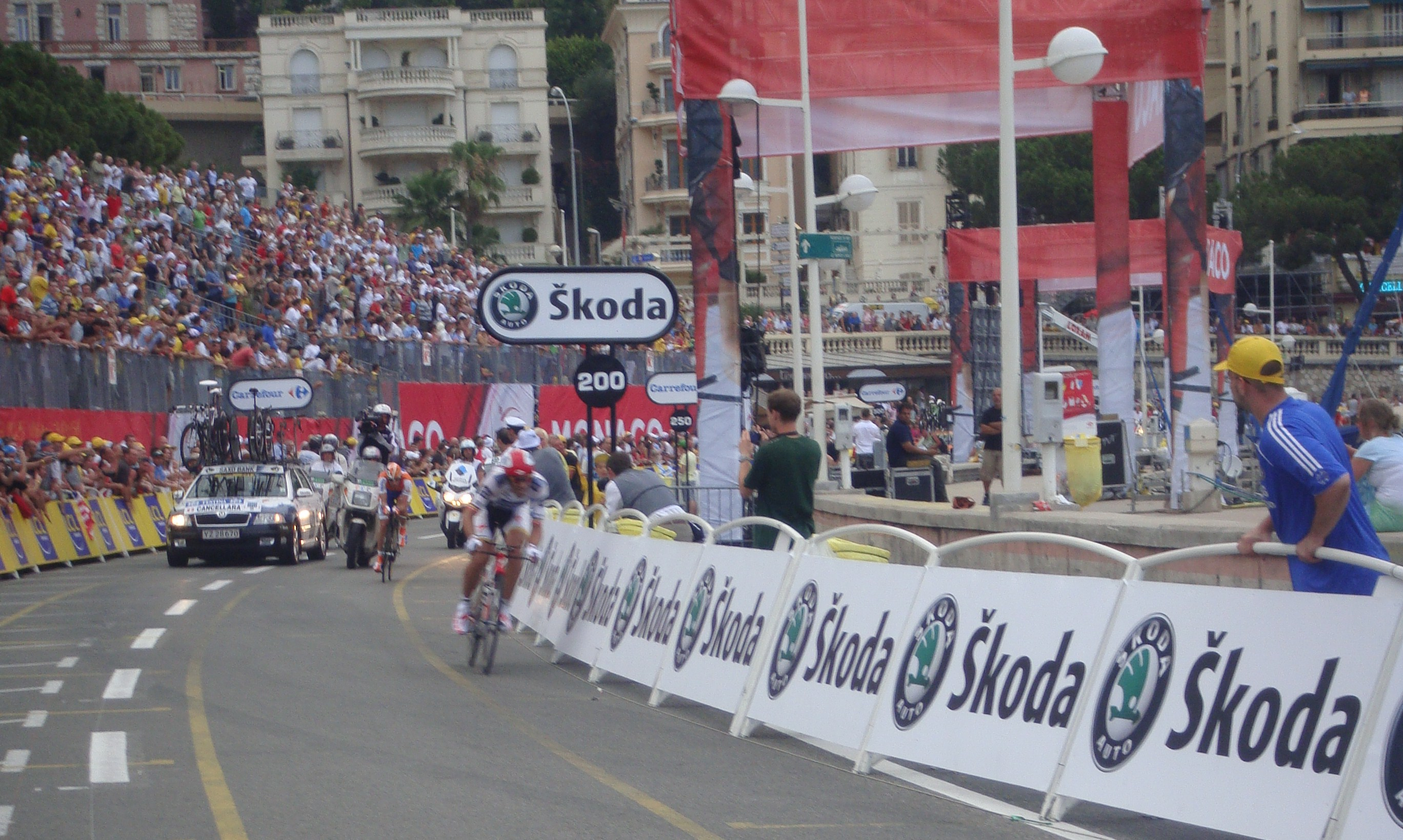
Fabian Cancellera vainqueur de la première étape du Tour de France 2009

La 1re étape du Tour de France 2009 s'est déroulée le samedi 4 juillet 2009. Monaco est la ville de départ et la ville d'arrivée. Le parcours s'effectue dans Monaco (7,5 km) et sur le territoire français (8 km) soit une longueur totale de 15,5 km. Il s'agit du premier contre-la-montre individuel. Le tracé emprunte aussi une partie du circuit de Formule 1 de Monaco. C'est le Suisse Fabian Cancellara (Team Saxo Bank) qui a remporté cette étape et a du même coup endossé le premier maillot jaune de cette édition. Il devance l'Espagnol Alberto Contador (Astana) et le Britannique Bradley Wiggins (Garmin-Chipotle).

## Profil de l'étape
Le départ de ce contre-la-montre individuel de 15,5 km, qualifié de « sélectif », a lieu au Port Hercule non loin du Palais princier et longe à son premier kilomètre le casino de Monte-Carlo. S'ensuit une montée de 7 km le long de la côte méditerranéenne jusqu'à la côte de Beausoleil (classée en 4e catégorie) en France qui culmine à 205 m. Le reste du parcours est en descente puis les trois derniers kilomètres en faux plat jusqu'à l'arrivée au Port Hercule.

## La course
Au départ de ce contre-la-montre, les favoris sont le Suisse Fabian Cancellara (Team Saxo Bank), l'Espagnol Alberto Contador (Astana), récent champion d'Espagne de la spécialité, le Britannique Bradley Wiggins (Garmin-Slipstream) ou l'Allemand Bert Grabsch (Team Columbia-HTC), champion du monde en titre.
Le départ a été donné par le prince Albert II de Monaco en présence de Rama Yade, nouvelle secrétaire d'État aux Sports et de Christian Prudhomme, directeur du Tour. Le sprinter néerlandais Kenny van Hummel est le premier coureur à s'élancer
Lance Armstrong, septuple vainqueur du Tour, et dont c'était le retour après quatre années d'absence, a retenu l'attention des médias et du public. Parti avec les premiers coureurs, il restera meilleur temps provisoire une quinzaine de minutes avant d'être dépassé par d'autres compétiteurs.
L'Américain Levi Leipheimer occupe durant une longue période la tête de ce contre-la-montre avec un temps de 20 minutes et 2 secondes. Comme Armstrong, il a choisi de partir parmi les premiers afin d'éviter une pluie annoncée en fin d'après-midi, qui ne tombe finalement pas. Puis c'est son coéquipier chez Astana Andreas Klöden qui parvient le premier à le dépasser. Il est en outre le premier à descendre sous les 20 minutes. Finalement c'est le Suisse Fabian Cancellara qui s'impose avec un temps de 19 minutes et 32 secondes devant Alberto Contador et Bradley Wiggins. Il a creusé l'écart dans la descente : classé troisième au temps intermédiaire au sommet de la côte à six secondes de Contador, il distance ce dernier de 24 secondes dans la deuxième partie de la course. Il s'agit de la quatrième victoire d'étape du Tour de Cancellara, la troisième sur le contre-la-montre d'ouverture après les prologues de 2004 et 2007.
Contador, auteur de la meilleure ascension de la côte de Beausoleil, revêt le maillot à pois. Il s'estime satisfait de sa deuxième place et d'avoir distancé les autres favoris à la victoire finale, ce qui était son objectif sur cette étape. Menchov, rattrapé par Cancellara dans le final, est considéré comme le « grand perdant » du jour,. Il est classé 53e, à 1 minute et 13 secondes de Contador. Le tenant du titre Carlos Sastre est 23e, à 1 minute et 6 secondes de Cancellara. Il dit avoir été gêné par son casque défectueux mais s'estime « content du résultat ».
L'équipe Astana place quatre coureurs parmi les dix premiers et prend la tête du classement par équipes.

## Côtes
- Côte de Beausoleil, 4e catégorie (kilomètre 7,5)

| Premier   | Alberto Contador | 3 pts |
| Deuxième  | Tony Martin      | 2 pts |
| Troisième | Bradley Wiggins  | 1 pt  |

## Classement de l'étape
| Classement de la 1re étape | Classement de la 1re étape | Classement de la 1re étape | Classement de la 1re étape | Classement de la 1re étape |
|                            | Coureur                    | Pays                       | Équipe                     | Temps                      |
| -------------------------- | -------------------------- | -------------------------- | -------------------------- | -------------------------- |
| 1er                        | Fabian Cancellara          | SUI                        | Team Saxo Bank             | en 19 min 32 s             |
| 2e                         | Alberto Contador           | ESP                        | Astana                     | + 18 s                     |
| 3e                         | Bradley Wiggins            | GBR                        | Garmin-Slipstream          | + 19 s                     |
| 4e                         | Andreas Klöden             | GER                        | Astana                     | + 22 s                     |
| 5e                         | Cadel Evans                | AUS                        | Silence-Lotto              | + 23 s                     |
| 6e                         | Levi Leipheimer            | USA                        | Astana                     | + 30 s                     |
| 7e                         | Roman Kreuziger            | CZE                        | Liquigas                   | + 32 s                     |
| 8e                         | Tony Martin                | GER                        | Team Columbia-HTC          | + 33 s                     |
| 9e                         | Vincenzo Nibali            | ITA                        | Liquigas                   | + 37 s                     |
| 10e                        | Lance Armstrong            | USA                        | Astana                     | + 40 s                     |
| modifier                   |                            |                            |                            |                            |

## Classement général
| Classement général à la 1re étape | Classement général à la 1re étape | Classement général à la 1re étape | Classement général à la 1re étape | Classement général à la 1re étape |
|                                   | Coureur                           | Pays                              | Équipe                            | Temps                             |
| --------------------------------- | --------------------------------- | --------------------------------- | --------------------------------- | --------------------------------- |
| 1er                               | Fabian Cancellara                 | SUI                               | Team Saxo Bank                    | en 19 min 32 s                    |
| 2e                                | Alberto Contador                  | ESP                               | Astana                            | + 18 s                            |
| 3e                                | Bradley Wiggins                   | GBR                               | Garmin-Slipstream                 | + 19 s                            |
| 4e                                | Andreas Klöden                    | GER                               | Astana                            | + 22 s                            |
| 5e                                | Cadel Evans                       | AUS                               | Silence-Lotto                     | + 23 s                            |
| 6e                                | Levi Leipheimer                   | USA                               | Astana                            | + 30 s                            |
| 7e                                | Roman Kreuziger                   | CZE                               | Liquigas                          | + 32 s                            |
| 8e                                | Tony Martin                       | GER                               | Team Columbia-HTC                 | + 33 s                            |
| 9e                                | Vincenzo Nibali                   | ITA                               | Liquigas                          | + 37 s                            |
| 10e                               | Lance Armstrong                   | USA                               | Astana                            | + 40 s                            |
| modifier                          |                                   |                                   |                                   |                                   |

## Classements annexes

### Classement par points
| Classement par points | Classement par points | Classement par points | Classement par points | Classement par points |
| --------------------- | --------------------- | --------------------- | --------------------- | --------------------- |
|                       | Coureur               | Pays                  | Équipe                | Point(s)              |
| 1er                   | Fabian Cancellara     | SUI                   | Team Saxo Bank        | 15 points             |
| 2e                    | Alberto Contador      | ESP                   | Astana                | 12 pts                |
| 3e                    | Bradley Wiggins       | GBR                   | Garmin-Slipstream     | 10 pts                |
| modifier              |                       |                       |                       |                       |

### Classement de la montagne
| Classement du meilleur grimpeur | Classement du meilleur grimpeur | Classement du meilleur grimpeur | Classement du meilleur grimpeur | Classement du meilleur grimpeur |
| ------------------------------- | ------------------------------- | ------------------------------- | ------------------------------- | ------------------------------- |
|                                 | Coureur                         | Pays                            | Équipe                          | Point(s)                        |
| 1er                             | Alberto Contador                | ESP                             | Astana                          | 3 points                        |
| 2e                              | Tony Martin                     | GER                             | Columbia-HTC                    | 2 pts                           |
| 3e                              | Bradley Wiggins                 | GBR                             | Garmin-Slipstream               | 1 pt                            |
| modifier                        |                                 |                                 |                                 |                                 |

### Classement du meilleur jeune
| Classement général du meilleur jeune | Classement général du meilleur jeune | Classement général du meilleur jeune | Classement général du meilleur jeune | Classement général du meilleur jeune |
|                                      | Coureur                              | Pays                                 | Équipe                               | Temps                                |
| ------------------------------------ | ------------------------------------ | ------------------------------------ | ------------------------------------ | ------------------------------------ |
| 1er                                  | Roman Kreuziger                      | CZE                                  | Liquigas                             | en 20 min 4 s                        |
| 2e                                   | Tony Martin                          | GER                                  | Team Columbia-HTC                    | + 1 s                                |
| 3e                                   | Vincenzo Nibali                      | ITA                                  | Liquigas                             | + 5 s                                |
| modifier                             |                                      |                                      |                                      |                                      |

### Classement par équipes
| Classement par équipes | Classement par équipes | Classement par équipes | Classement par équipes |
|                        | Équipe                 | Pays                   | Temps                  |
| ---------------------- | ---------------------- | ---------------------- | ---------------------- |
| 1re                    | Astana                 | Kazakhstan             | en 59 min 46 s         |
| 2e                     | Team Saxo Bank         | Danemark               | + 31 s                 |
| 3e                     | Garmin-Slipstream      | États-Unis             | + 44 s                 |
| modifier               |                        |                        |                        |

## Abandon
Aucun abandon.